# Waldaihöhen
Die Waldaihöhen (russisch Валдайская возвышенность, wiss. Transliteration Valdajskaja vozvyšennost, transkription Waldaiskaja Woswyschennost; benannt nach dem Ort Waldai in der Oblast Nowgorod in Nordwestrussland) sind ein bis zu 347 m hohes Plateau im europäischen Teil von Russland. Dort liegen sie innerhalb der großen Osteuropäischen Ebene etwa 300 km nordwestlich von Moskau.
Die Waldaihöhen sind die höchste Erhebung im westlichen Innern Russlands. Sie ziehen sich in einer Länge von 370 km und einer Breite von 89 km auf der Grenze der Oblasten Twer, Region Zentralrussland und Nowgorod hin und bestehen aus flachen, meist bewaldeten Hügelreihen. Die mittlere Kammhöhe beträgt 90 Meter. Das Gebirge ist reich an Sandstein, Kalk, schwarzem und rotem Ton; auf der Oberfläche liegen Granitblöcke zerstreut.
Auf den Waldaihöhen entspringen die drei großen Flüsse Dnepr, Düna und Wolga, ferner befinden sich dort zahlreiche Seen, der größte ist der Seligersee. Das Plateau bildet außerdem die Wasserscheide zwischen der Wolga und den Zuflüssen des Ilmensees.
Der Asteroid des äußeren Hauptgürtels (2793) Valdaj ist nach den Waldaihöhen benannt.